# Франкисты (секта)
Франкисты (сер. XVIII века — нач. XIX) — полухристианская мистическая секта, основанная среди польских евреев Яковом Франком (1726—1791), с учением мессианских преданий саббатианцев и признанием троичности Божества; её члены были вынуждены принять католичество во Львове и Варшаве.

## Историческая обстановка

### Середина XVII века
Новая религиозная секта, возникшая среди польских евреев в середине XVII века явилась конечным результатом двух причин:
- мессианского движения, волновавшего еврейский мир после появления смирненского лжемессии Саббатая-Цеви и выродившегося затем в религиозно-мистическое сектантство;
- социально-экономических потрясений в жизни польских евреев.

Разгар мессианского движения (1660—1670) совпал с эпохой, последовавшей за разгромом евреев при Богдане Хмельницком. Сотни разорённых общин, где редкая семья не оплакивала своих мучеников, ждали спасения свыше. В украинской резне склонны были видеть «предмессианские страдания», а в Саббатае-Цеви — грядущего Мессию-избавителя. Падение лжемессии и его переход в ислам оттолкнули от него многих приверженцев; но в низших слоях народа еще долго держалась вера в мистическое призвание Саббатая.

### Конец XVII века
Утратив свой политический характер, мессианизм с конца XVII века получает мистическую окраску; открытое народное движение превращается в тайное сектантское учение. В Турции образовалась полуеврейская, полумагометанская секта саббатианцев. В Польше (особенно в Подолии и Галиции) размножились кружки тайных саббатианцев, называвшихся в народе «шабси-цвинниками» или «шебсами» (по западному произношению имени «Саббатай»). Члены этих кружков в ожидании великих мессианских переворотов сбрасывали с себя иго строгой еврейской религиозности, пренебрегая многими религиозными законами и обрядами. Мистический культ «шебсов» заключал в себе элементы и аскетизма, и чувственности: одни предавались покаянию, истязали свою плоть и «скорбели о Сионе»; другие эмансипировались от присущих иудаизму строгих правил целомудрия и даже впадали иногда в половую распущенность. Польские раввины воздвигали гонения на «саббатианскую ересь» (Львовский собор (1722) и др.), но совершенно искоренить её было невозможно, так как она держалась главным образом в тайных кружках, имевших нечто вроде масонской организации.

## XVIII век
Распространению мистицизма содействовало тяжелое социально-экономическое положение подольских и галицийских евреев в первой половине XVIII века, когда Польша клонилась к упадку, а гайдамацкие движения уничтожили в многих местах еврейской оседлости безопасность личности и имущества. Вызванный этим упадок раввинских школ и умственной деятельности вообще способствовал развитию мистических доктрин, принимавших иногда в народе самые уродливые формы.

### Основатель секты
Из этих тайных кружков саббатианцев вышел основатель секты франкистов Яков Франк, родившийся в Подолии около 1726 года. Его отец был исключён из своей общины за принадлежность к тайному кружку «шебсов» и переселился в Валахию, где было сильно влияние соседних турецких саббатианцев. В школьном возрасте Яков обнаружил отвращение к еврейской науке, в основе которой лежал Талмуд, и впоследствии часто называл себя «простаком», то есть неучем. В качестве странствующего торговца он часто ездил с товарами в соседнюю Турцию (здесь он получил прозвище «Франк», даваемое на Востоке всякому выходцу из Европы) и жил в центрах тамошнего саббатианства — Салониках и Смирне. В начале 1750-х годов он сблизился с вождями секты и принимал участие в её полумагометанском культе. В 1755 году он появился в Подолии и, собрав вокруг себя группу местных сектантов, стал вещать им те откровения, в которые его посвятили салоникские преемники лжемессии. В своих тайных сходках сектанты под руководством Франка совершали много такого, что резко противоречило религиозно-нравственным понятиям правоверных евреев. Одна из таких сходок, окончившаяся скандалом, обратила внимание раввинов на новую пропаганду. Франк, как иностранец, должен был уехать в Турцию, а его приверженцы были отданы в распоряжение раввинов и кагальных властей (1756).

### Раввинские суды и первый диспут (1757)
Перед раввинским судом в местечке Сатанове масса сектантов и сектанток созналась в нарушении основных начал нравственности; женщины сознались в нарушении супружеской верности и рассказали о половой распущенности, царившей в секте под видом мистической символики. Вследствие этих улик собор раввинов в Бродах объявил строгий «херем» (исключение из общины) над всеми нераскаявшимися еретиками, вменив в обязанность всякому благочестивому еврею выявлять их и преследовать.
Гонимые сектанты объявили каменец-подольскому католическому епископу, что еврейская секта, к которой они принадлежат, отвергает Талмуд и признает лишь священную книгу каббалы «Зогар», допускающую будто бы догмат Св. Троицы. Сектанты уверяли, что они признают Мессию-искупителя одним из трёх лиц Божества, но скрыли, что под мессией они подразумевают Саббатая-Цеви. Епископ взял под свою защиту «контра-талмудистов» или «зогаристов», как отныне назывались сектанты, и устроил в 1757 году религиозный диспут между ними и раввинами. Контраталмудисты выставляли свои двусмысленные тезисы, на которые раввины возражали очень слабо и неохотно из опасения раздражить присутствовавших сановников церкви. Епископ решил, что талмудисты побеждены, и приказал им уплатить денежный штраф в пользу своих противников и сжечь все экземпляры Талмуда, которые найдутся в Подольской епархии.

### Новые гонения
После смерти покровительствовавшего им епископа сектанты подверглись ожесточенным гонениям со стороны раввинов и кагальных старшин. Контраталмудистам удалось получить от короля Августа III охранную грамоту (1758), но и это не могло вывести их из тяжёлого положения людей, которые, порвав связь с своими единоверцами, ещё не успели примкнуть к чужим. В этот критический момент Яков Франк явился в Подолию с новым планом: он выдавал себя за прямого преемника Саббатая-Цеви и уверял своих адептов, что получает чудесные откровения от Бога. Эти откровения гласили, что Франку и его последователям предназначено принять христианскую веру, которая должна служить только видимой переходной ступенью к будущей «мессианской религии».
В 1759 году франкисты деятельно вели переговоры с высшими представителями польской церкви о своем желании перейти в христианство; вместе с тем они хлопотали о назначении второго публичного диспута с раввинами.

### Второй диспут (1759)
Примас польской церкви Лубенский и папский нунций Серра относились недоверчиво к стремлениям франкистов; но по настоянию администратора Львовской епархии, каноника Микульского, диспут был назначен. Он состоялся во Львове, под председательством Стефана Микульского. На этот раз раввины дали энергичный отпор своим противникам. По окончании диспута от франкистов потребовали, чтобы они немедленно доказали на деле свою привязанность к христианству.

### Переход в католичество (1759)
Прибывший тем временем во Львов Яков Франк поощрял своих приверженцев к этому решительному шагу. Крещение франкистов было торжественно совершено в церквях Львова, причём восприемниками были представители польской знати; неофиты принимали фамилии и звания своих крёстных отцов и матерей и впоследствии вступили в среду польского дворянства. В течение года во Львове приняло крещение свыше 500 человек, в том числе приближённые и сподвижники Франка. Сам Франк принял крещение в Варшаве; крестным отцом его был сам король Август III (1759). В крещении Франк получил имя Иосиф.

### Тюремное заключение Франка (1760—1772)
Вскоре, однако, обнаружилась неискренность франкистов; обращенные сектанты продолжали заключать браки только между собой, держались особняком и преклонялись перед Франком, называя его «святым паном»: обнаружено было также, что Франк в Турции выдавал себя за магометанина. Франк был арестован в Варшаве (1760) и предан церковному суду по обвинению в притворном принятии католицизма и в распространении вредной ереси. Духовный суд постановил заключить Франка, как ересиарха, в Ченстоховскую крепость и содержать при тамошнем монастыре так, чтобы он не мог сообщаться с своими приверженцами. Тринадцать лет длилось заключение Франка, но оно только усилило его влияние на секту, окружив его ореолом мученичества. В окрестностях Ченстохова расположились многие франкисты, поддерживавшие постоянные сношения с своим «святым паном» и нередко проникавшие в самую крепость. Франк воодушевлял своих последователей мистическими речами и посланиями, где говорилось, что спастись можно только через «религию Эдома», или дас, под которой подразумевалась какая-то странная смесь христианских и саббатианских воззрений. После первого раздела Польши Франк был освобожден из заточения занявшим Ченстохов русским генералом Бибиковым (1772).

### Секта в 1772—1816 годы
До 1786 года Франк жил в моравском городе Брно, окружённый многочисленной свитой преданных ему сектантов и «паломников», приезжавших к нему из Польши. Большой приманкой для многих паломников служила красивая дочь Франка — Ева, которая с этих пор стала играть выдающуюся роль в организации секты. Франк ездил неоднократно с дочерью в Вену и успел приобрести расположение Венского двора. Набожная Мария Терезия смотрела на него как на распространителя христианства среди евреев, а Иосиф II, как рассказывали, был благосклонен к юной Еве Франк.
Впоследствии и здесь узнали о сектаторских планах Франка; он вынужден был покинуть Австрию и переселился с дочерью и свитой в Германию, в городок Оффенбах. Здесь он присвоил себе титул «барона Оффенбахского» и жил как богатый магнат, получая деньги от своих польских и моравских приверженцев, часто совершавших паломничество в Оффенбах. По смерти Франка (1791) роль «святой панны» и руководительницы секты играла Ева. С течением времени прилив паломников и денег все более сокращался, между тем как Ева продолжала по привычке жить расточительно. Кончилось тем, что она запуталась в долгах и умерла в одиночестве в 1816 году.
Разбросанные в Польше и Чехии франкисты постепенно превращались из мнимых католиков в настоящих, и потомки их слились с окружающим христианским населением. Секта франкистов исчезла, не оставив никаких следов в еврействе.

## Учение Франка («Баламутная библия»)
Попытки точно формулировать учение Франка на основании его изречений, сохранившихся в рукописных сборниках («Biblia balamutna»), были неудачными. Франкизм заключался в отрицании как религиозной, так и моральной дисциплины иудаизма. «Я пришёл избавить мир от всяких законов и уставов, которые существовали доселе», — гласит одно из характерных изречений Франка. В этом движении мечтательный мистицизм выродился в мистификацию, а мессианизм — в стремление избавиться от «еврейского горя» путем отречения от еврейства.

## Источник
- Франкисты // Энциклопедический словарь Брокгауза и Ефрона : в 86 т. (82 т. и 4 доп.). — СПб., 1890—1907.